# 6 World Trade Center
Cet article concerne un gratte-ciel de New York. Pour les autres bâtiments, voir World Trade Center (homonymie).
Le Six World Trade Center (abrégé en 6 WTC) est un petit immeuble américain de 8 étages (pour environ 49,953 m2), situé dans le sud de Manhattan à New York, abritant plusieurs services détachés du gouvernement fédéral des États-Unis.
Sa construction est achevée en 1975. Il est gravement endommagé lors des attentats du 11 septembre 2001, du fait de l'effondrement du 1 World Trade Center et du 2 World Trade Center. Le bâtiment est démoli afin de faire de la place au nouveau complexe bâti dans les années 2000 et 2010.
Les débris de la tour Nord recouvrent la zone autour du 6 WTC, creusant un profond cratère dans le sous-sol du bâtiment. La société AMEC se charge de la démolition durant laquelle la structure du bâtiment est affaiblie puis mise à terre à l'aide de câbles.

## Occupants
- Département du Commerce des États-Unis
- Bureau of Alcohol, Tobacco, Firearms and Explosives
- Département de l'Agriculture des États-Unis (Administrator, Animal and Plant Health Inspection Service ; AAPHIS)
- Département du Travail des États-Unis
- Export-Import Bank of the United States
- Eastco Building Services (gestion du bâtiment)

## Galerie

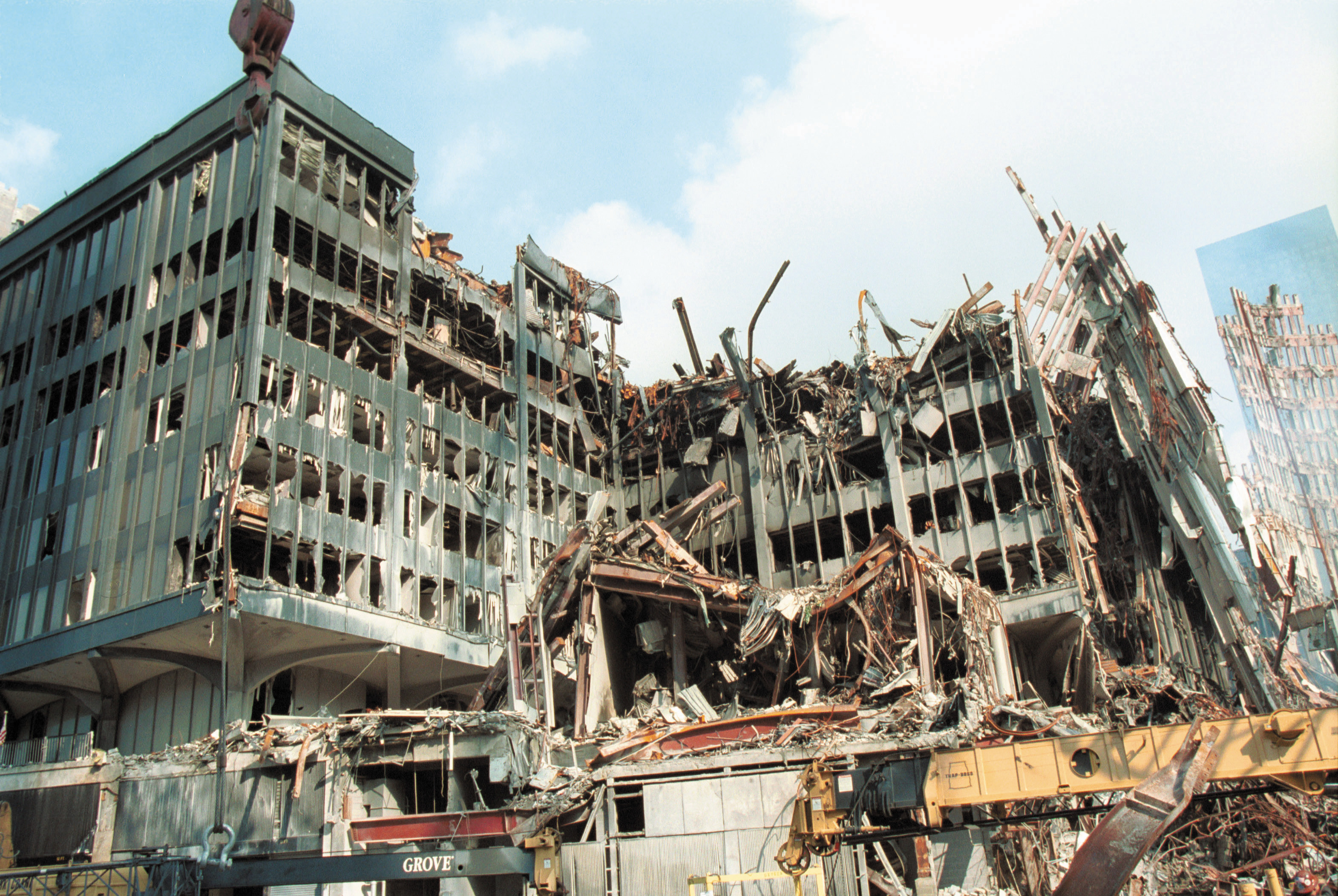
Partie sud-ouest du 6 WTC après le 11 septembre 2001.
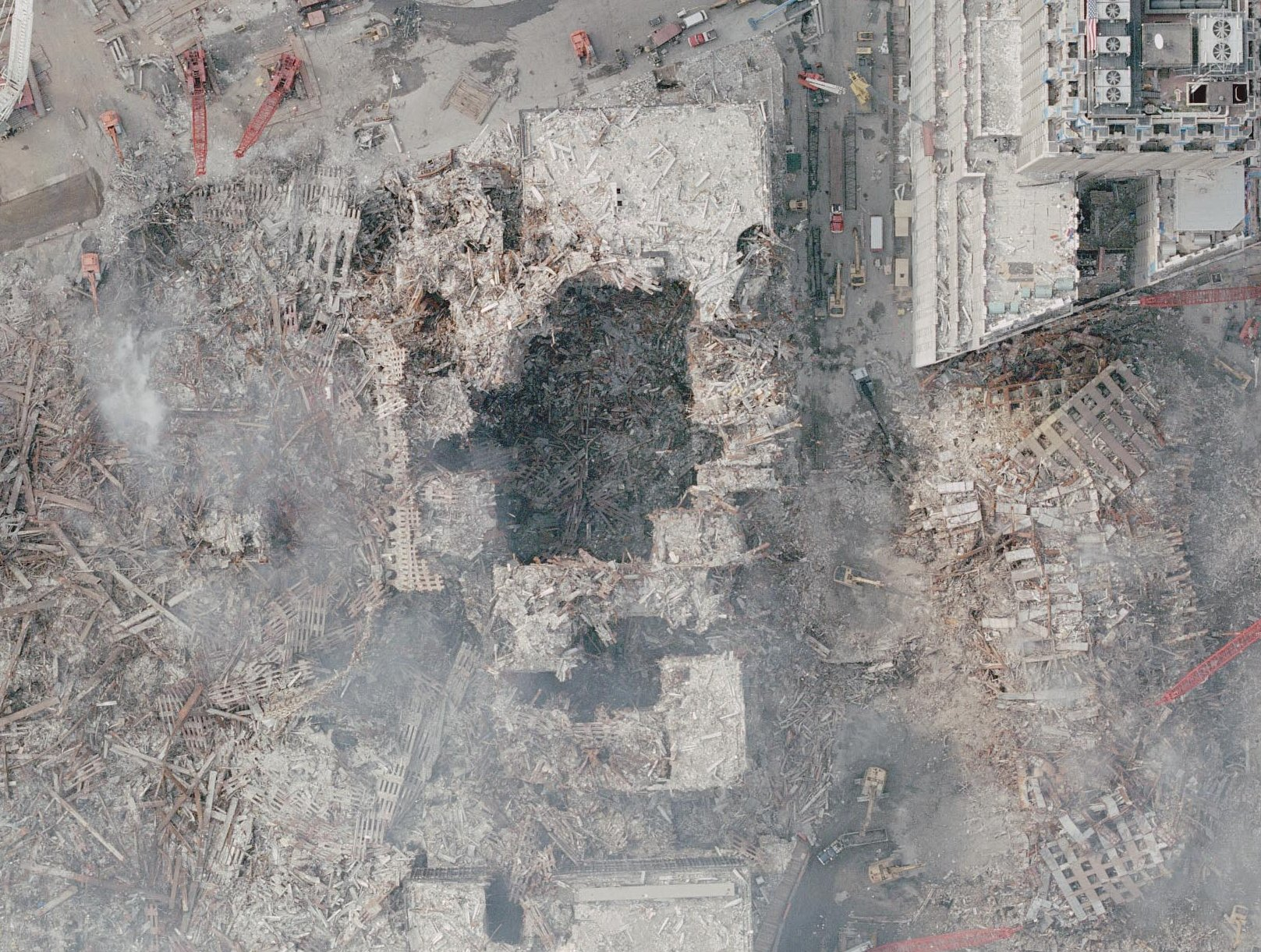
Image aérienne NOAA après les attentats du 11 septembre 2001. Le nord correspond approximativement au coin en haut à droite de l'image.
Le 6 WTC, dans l'angle nord ouest du complexe.

### Autres anciens bâtiments du complexe
- 1 et 2 World Trade Center
- Marriott World Trade Center (3 World Trade Center)
- 4 World Trade Center
- 5 World Trade Center
- 7 World Trade Center

### Nouveaux bâtiments du complexe
- One World Trade Center
- Two World Trade Center
- Three World Trade Center
- Four World Trade Center
- Seven World Trade Center